# Children (Robert Miles)
Children è un singolo del compositore italiano Robert Miles, pubblicato il 14 novembre 1995 come primo estratto dal primo album in studio Dreamland.
Rappresenta il brano di maggior successo dell'intera carriera di Miles, nonché una delle canzoni da discoteca e house più ascoltate di sempre.

## Antefatti
L'ispirazione per la composizione di Children venne a Miles in seguito a due principali fatti: il primo fu la visione di alcune fotografie, scattate dal padre durante una missione umanitaria, dei bambini vittime della guerra in Jugoslavia in corso all'epoca. Il secondo fatto fu la volontà, da parte dell'artista, di produrre, grazie alla sua carriera di deejay, una canzone che riuscisse a calmare gli animi dei partecipanti ai rave e nei night club prima che questi ultimi tornassero a casa, così da ridurre il notevole numero di morti negli incidenti automobilistici. In Italia, a metà del 1996, addirittura, le morti raggiunsero le 2000, dando così vita al fenomeno detto "strage del sabato sera". Miles aveva intenzione di ridurre tutto questo. Così nacque Children, che costò appena 150 sterline per essere registrata.

## Descrizione
Children è considerata una dei massimi pionieri della musica trance, del sottogenere ambient house e della dream progressive, sottogenere della trance e della dance elettronica, caratterizzato da melodie eteree di pianoforte e da una costante grancassa four-on-the-floor.

## Video musicale
Il videoclip del brano, diretto da Elizabeth Bailey, è ambientato all'interno di un'automobile dal cui finestrino una bimba ammira il mondo che scorre davanti ai suoi occhi. Dall'ambiente mostrato attraverso il finestrino si possono riconoscere il viaggio tra i paesaggi rurali della Provenza e la torre Eiffel, nonché alcuni paesaggi montani della Svizzera, Stato natale di Robert Miles, per poi concludere all'imbocco del Traforo del Monte Bianco in ambedue i versanti.

## Accoglienza
La scelta di disc jockey come Robert Miles di suonare musica più lenta e rilassante come strategia per diminuire l'adrenalina all'interno dei locali notturni, ai termini delle serate, fu accolta molto positivamente dalle autorità e dai genitori delle giovani vittime di incidenti stradali.

### Critica
Children di Robert Miles venne recensito molto positivamente anche dalla critica musicale.
Il sito AllMusic, ad esempio, lo definì "magico", così come la rivista Billboard lo elogiò per la sua natura melodica, novità assoluta nel mondo dell'house, e per il suo riff di pianoforte che essa definì "immediatamente riconoscibile".
Larry Flick, giornalista per Billboard, scrisse che Miles "si muove saggiamente sulle note, e si prende il tempo necessario per creare una melodia più nuova, non soltanto rendendola 'da discoteca', ma colorandola anche con effetti electro e synth. Insomma Children merita proprio di essere uno di quei rari dischi che non svaniranno mai nella playlist di qualsiasi DJ. Abbiamo bisogno di sentire di più da Miles... e ne abbiamo bisogno ora!".
Il New York Times descrisse la canzone come "ipnotica", mentre Music Week lo definì "il migliore brano house italiano fino ad oggi".

## Successo commerciale
Pubblicata in anteprima solo in Italia nel gennaio del 1995, Children venne distribuita in tutto il mondo il 14 novembre seguente, e conquistò immediatamente le maggiori classifiche del pianeta.
Fu infatti un successo mondiale, che raggiunse il primo posto in classifica e mantenendo la posizione per diverse settimane consecutive in più di 12 Paesi, quali:  Italia, Austria, Belgio, Danimarca, Finlandia, Francia, Norvegia, Germania, Scozia, Spagna, Svezia e Svizzera. Raggiunse poi il secondo posto in classifica nel Regno Unito e il 21° negli Stati Uniti.
Nel 2017 la società di intrattenimento statunitense BuzzFeed ha inserito Children alla posizione n° 41 nella sua lista delle "101 migliori canzoni dance degli anni '90".

## Tracce

### CD single
Francia
1. Children (Eat Me Edit) – 4:03
2. Children (Dream Radio) – 4:00

### CD maxi
Belgio, Paesi Bassi
1. Children (Radio Edit) – 3:49
2. Children (Dream Version) – 7:30
3. Children (Original Mix) – 7:21

Francia
1. Children (Eat Me Edit) – 4:03
2. Children (Dream Radio) – 4:00
3. Children (Dream Club Version) – 7:34
4. Children (Original Guitar Mix) – 7:16
5. Children (Message Version) – 6:52

Germania
1. Children (Dream Version) – 7:30
2. Children (Original Version) – 7:21
3. Children (Message Version) – 6:50

UK, US, Messico, Giappone, Sud Africa
1. Children (Eat Me Edit) – 4:00
2. Children (Dream Version) – 7:30
3. Children (Guitar Mix) – 7:21
4. Children (Message Version) – 6:50

### 12" maxi
Europa
1. Children (Dream Version) – 7:50
2. Children (Original Version) – 6:50
3. Children (Message Version) – 6:50

UK
1. Children – 7:30
2. Children (Vocal Mix) – 6:50
3. Children (Guitar Mix) – 7:21

US
1. Children (Full Length Mix) – 7:30
2. Children (Radio Edit) – 4:00
3. Children (Guitar Mix) – 7:21
4. Children (Message Version) – 6:50

### Cassette
1. Children (Eat Me Edit) – 4:00
2. Children (Guitar Mix) – 7:21
3. Children (Eat Me Edit) – 4:00
4. Children (Guitar Mix) – 7:21

### Alfredo Nini version
1. Children – 5:48

## Classifiche

### Classifica italiana
| Posizione | 21 | 20 | 15 | 8 | 3 | 2 | 2 | 2 | 2 | 1 | 1 | 1 | 1 | 1 | 2 | 3 | 3 | 1 | 3 | 3 | 5 | 7 | 10 | 15 |

| Classifica di fine anno italiana (1996) | Posizione |
| --------------------------------------- | --------- |
| Classifica italiana                     | 3         |
| Classifica dei singoli                  | Posizione |
| Classifica italiana                     | 1         |

### Classifiche internazionali
| Classifica (1996)                      | Massima posizione |
| -------------------------------------- | ----------------- |
| U.S. Billboard Hot 100                 | 21                |
| U.S. Billboard Hot Adult Top 40 Tracks | 23                |
| U.S. Billboard Hot Dance Club Play     | 1                 |
| U.S. Billboard Rhythmic Top 40         | 32                |
| U.S. Billboard Top 40 Mainstream       | 17                |
| Australian ARIA Singles Chart          | 5                 |
| Austrian Singles Chart                 | 1                 |
| Belgian (Flanders) Singles Chart       | 2                 |
| Belgian (Wallonia) Singles Chart       | 1                 |
| Dutch Singles Chart                    | 3                 |
| Finnish Singles Chart                  | 1                 |
| French Singles Chart                   | 1                 |
| German Singles Chart                   | 1                 |
| Irish Singles Chart                    | 2                 |
| Italian Singles Chart                  | 1                 |
| Latvian Airplay Top                    | 1                 |
| New Zealand Singles Chart              | 4                 |
| Norwegian Singles Chart                | 1                 |
| Swedish Singles Chart                  | 1                 |
| Swiss Singles Chart                    | 1                 |
| UK Singles Chart                       | 2                 |
| Australian Singles Chart               | 32                |
| Austrian Singles Chart                 | 4                 |
| Belgian (Flanders) Singles Chart       | 4                 |
| Belgian (Wallonia) Singles Chart       | 6                 |
| French Singles Chart                   | 7                 |
| Swiss Singles Chart                    | 3                 |

## Cover e sample
Della canzone sono state prodotte numerose cover e remix.
Nel 1998 un ghost producer con il nome Gotham Bros, oggi conosciuto come 40Thavha, ha realizzato un remix che ebbe un gran successo poi ripubblicato nel 2015 per la Believe sas Srl. Nel 2002 il gruppo musicale 4Clubbers ne ha riproposto una versione adeguata al sound mainstream del momento. Nel 2008 Dave Darell ne ha realizzato una cover in stile electro house.
Il brano Stimulated di Tyga, del 2015, presenta come base un campionamento di Children, prodotto da Kanye West e Zaytoven.
Il gruppo progressive metal/power metal italiano Labyrinth ha registrato una cover strumentale di Children, inserendola nel suo album Architecture of a God, pubblicato nel 2017.
Nel 2020 il rapper italiano Fedez ha utilizzato un sample di Children per il suo brano Bimbi per strada (Children). Il brano riscuote comunque un discreto successo, tra le critiche dei nostalgici di Miles.
Nello stesso anno Alex Gaudino x Bottai featuring Moncrieff & Blush propongono Remember Me, altra rilettura dance del brano.
Nel 2023 il dj Switch Disco in collaborazione con Ella Henderson realizza il brano React, che riprende la melodia del brano.

## Controversie

### Accuse di plagio
Al tempo dell'uscita del brano, il critico musicale Boris Barabanov notò un'imponente somiglianza tra il prodotto di Miles e una canzone del russo Garik Sukachov intitolata Напои меня водой ("Dissetate la mia sete"), aggiungendo che quest'ultima era stata scritta prima di Children, e accusando perciò Miles di presunto plagio. Lo stesso Sukachov però replicò poco dopo la pubblicazione della recensione di Barabanov, assicurando la critica di aver dato il proprio consenso all'uso, da parte di Miles, della sua melodia.